# Жабинка (станція)
Жáбинка (біл. Жáбінка) — вузлова залізнична станція Берестейського відділення Білоруської залізниці на перетині ліній Барановичі — Берестя та Лунинець — Жабинка між станціями Тевли (21 км), Кошелево (14 км) та Кобринь (23 км). Розташована в однойменному місті Берестейської області.